# Travis Stevens
Travis Stevens (Wakefield, 28 de fevereiro de 1986) é um judoca estadunidense da categoria até 81 quilos.
Nos Jogos Olímpicos de 2016 obteve a medalha de prata quando foi derrotado na luta final pelo russo Khasan Khalmurzaev.